# Xylohypha ortmansiae
Xylohypha ortmansiae är en svampart som beskrevs av Minter 1980. Xylohypha ortmansiae ingår i släktet Xylohypha, divisionen sporsäcksvampar och riket svampar.   Inga underarter finns listade i Catalogue of Life.